# Mesochorus messaureus
Mesochorus messaureus là một loài tò vò trong họ Ichneumonidae.